# Футбол на летней Спартакиаде народов СССР 1986
Футбольный турнир IX летней Спартакиады снова стал смотром резервов. В турнире участвовали 17 сборных команд, представлявших союзные республики, Москву и Ленинград.
В составах сборных были футболисты (в том числе и из команд мастеров) до 20 лет (1965—1968 гг. рождения). Сначала прошли игры в четырех группах, по два победителя которых затем образовали полуфинальные группы «А» и «Б» — по 4 команды в каждой. Победители этих групп в стыковых играх оспаривали звание чемпиона Спартакиады народов СССР, вторые в группах — 3-е место, третьи — 5-е место и четвертые — 7-е место.
Игры проходили с 9 по 27 июля 1986.

## Составы команд
Украинская ССР
- Старший тренер В. Колотов, тренеры — В. Трошкин, Е. Котельников.
- 1. Владимир Цыткин; 2. Александр Еней; 3. Александр Нефёдов; 4. Олег Сердюк («Шахтёр» Д); 5. Александр Дюльдин; 6. Александр Есипов; 7. Сергей Художилов; 8. Владимир Горилый; 9. Сергей Герасимец; 10. Александр Гущин; 11. Андрей Сидельников; 12. Андрей Мареев; 13. Александр Ролевич; 14. Сергей Шматоваленко (СКА Одесса); 15. Александр Иванов; 16. Андрей Ковтун; 17. Сергей Ковалец; 18. Василий Сторчак; 19. Руслан Колоколов; 20. Олег Деревинский.

Узбекская ССР
- Ст.тренер — Виктор Борисов, тренер — А. Иванков.
- 1. Андрей Байдышев («Динамо» См); 2. Сергей Маркин («Пахтакор» Анд); 3. Андрей Бычков (к) («Автомобилист» Нам); 4. Александр Кожухов; 5. Юсуф Сулейманов («Пахтакор» Тш); 6. Андрей Микляев («Пахтакор» Тш); 7. Александр Тихонов («Сохибкор»); 8. Антон Смолин («Зарафшан»); 9. Кадыр Ибрагимов («Сохибкор»); 10. Вадим Иванов; 11. Олег Медных («Зарафшан»); 12. Файзулла Урдабаев; 13. Виталий Савран («Пахтакор» Анд); 14. Алексей Семёнов; 15. Игорь Бычков; 16. Александр Тынянов; 17. Андрей Филипчук; 18. Вадим Шадыматов; 19. Руслан Узаков («Зарафшан»); 20. Юрий Агеев («Зарафшан»).

Москва
- Ст.тренер — И. С. Волчок, тренер — В. Н. Разумовский
- 1. Олег Моргун (7-0) (СА); 2. Владимир Королёв (7-0) («Спартак»); 3. Дмитрий Быстров (7-0) (СА); 4. Андрей Мох (2-1) (СА); 5. Сергей Муштруев (6-1) («Торпедо»); 6. Фёдор Гаглоев (6-4) («Динамо»); 7. Игорь Казьмин (6-4) («Спартак»); 8. Вальдас Иванаускас (7-3) (СА); 9. Рашид Галлакберов (7-0) (СА); 10. Владимир Шалин (6-1) («Динамо»); 11. Вадим Ястребков (4-0) («Динамо»); 12. Андрей Тронников (7-0) (СА); 13. Алексей Морозов (0-0) («Динамо»); 14. Олег Морозов (2-0) («Динамо»); 15. Михаил Зубчук (4-1) (СА); 16. Виктор Дербунов (0-0) («Динамо»); 17. Валерий Абрамзон (7-2) (СА); 18. Олег Шарапов (0-0) (СК ЭШВСМ); 19. Андрей Соловцов (7-0) (СА); 20. Александр Житков (6-2) («Торпедо»).

Молдавская ССР
- Начальник сборной команды Молдавии: Вадим Векленко,
- Главный тренер: Владимир Цинклер, Старший тренер: Сергей Дубровин, Тренер: Георгий Тегляцов
- 1. Евгений Иванов; 2. Эмилиан Карас; 3. Борис Березовский; 4. Игорь Гуменюк; 5. Сергей Ганевич; 7. Пётр Сырбу; 8. Игорь Онилов; 9. Андрей Кройтор; 10. Василий Мокан; 11. Сергей Кощуг; 12. Владимир Харитон; 13. Сергей Александров; 14. Иван Табанов; 15. Вагиф Кулиев; 16. Владимир Бабюк; 17. Юрий Скала; 18. Вадим Грекул; 19. Сергей Сосновский; 20. Алексей Скала.

РСФСР
- Ст.тренер — Ив. Варламов, тренер — Ник. Смирнов
- 1. Валерий Клеймёнов («Искра» См); 2. Алексей Большаков («Ротор»); 3. Сергей Ушаков («Динамо» Ст); 4. Олег Киселёв («Динамо» Брн); 5. Эдуард Коновалов («Ротор»); 6. Сергей Кузнецов (СКА РнД); 7. Владимир Артамонов («Рубин»); 8. Равиль Валиев («Крылья Советов»); 9. Валерий Шмаров (к) («Факел»); 10. Равиль Монасипов («Сокол»); 11. Юрий Матвеев («Уралец» НТ); 12. Фарид Жангиров («Динамо» Кир); 13. Владислав Кулаков (г. Калининград); 14. Павел Мазурин («Текстильщик» Ив); 15. Сергей Сергеев («Уралец» НТ); 16. Борис Лопатин («Уралец» НТ); 17. Олег Стогов (ЦСКА); 18. Александр Татаркин («Рубин»); 19. Олег Умурзаков («Торпедо» Влж); 20. Павел Соловьёв («Динамо» Ст).

Латвийская ССР
- Ст.тренер — В. Рыба, тренер — О. Дроздов.
- 1. Андрис Цатлакш; 2. Станислав Крылов; 3. Эйнар Гнедой; 4. Вячеслав Ефимов; 5. Андрис Шмаукстелис; 6. Сергей Борисов; 7. Игорь Степанов; 8. Александр Виноградов; 9. Александр Швец; 10. Сергей Говоруха; 11. Алдис Бирканс; 12. Павел Трубач; 13. Михаил Бусел; 14. Харалд Спрогис; 15. Олег Львов; 16. Сергей Левчук; 17. Олег Зиборов; 18. Бенедикт Калнач; 19. Вадим Швацкий; 20. Агрис Кокоревич.

Ленинград
- 1. Сергей Копий («Зенит»); 2. Михаил Букин («Динамо»); 3. Сергей Шамбуркин («Динамо»); 4. Сергей Сечин («Динамо»); 5. Сергей Колотовкин («Зенит»); 6. Евгений Герасимов («Зенит»); 7. Сергей Левин; 8. Виталий Марков («Зенит»); 9. Юрий Французов; 10. Андрей Лапушкин («Динамо»); 11. Борис Никитин; 12. Вячеслав Карпеев; 14. Андрей Прохоров; 15. Игорь Зайцев; 16. Андрей Михайлов; 17. Александр Кисляков («Зенит»); 18. Сергей Нейман («Динамо»); 19. Игорь Данилов («Зенит»); 20. Сергей Варфоломеев («Динамо»); 22. Дмитрий Силин.

Казахская ССР
- 1. Игорь Востриков; 2. Тарас Тризна; 3. Сергей Пасько; 4. Аскар Кожабергенов; 5. Юрий Гелажень; 6. Сергали Оспанов; 7. Сансызбай Жумаханов; 8. Владимир Буш; 9. Марат Сыздыков; 10. Сергей Пацай; 11. Игорь Утробин; 12. Владимир Пономаренко; 13. Игорь Сафонов; 14. Вадим Свиридов; 15. Олег Казьмирчук; 16. Сергей Суховерхов; 17. Олег Будник; 18. Серик Абдуалиев; 19. Юрий Астахов; 20. Талгат Байсуфинов.

Белорусская ССР
- Ст.тренер — Г. Абрамович, тренер — В. Лицинский.
- 1. Александр Кожинов («Шинник» Бобруйск); 2. Сергей Тепляков («Днепр» Мг); 3. Александр Жилюк («Химик» Гр); 4. Геннадий Лесун («Динамо» Мн); 5. Станислав Зинькович («Обувщик» Лида); 6. Юрий Малеев («Динамо» Мн); 7. Николай Шпилевский («Динамо» Мн); 8. Сергей Павлючук («Динамо» Мн); 9. Михаил Мархель («Шинник» Бобруйск); 10. Владимир Бакринев («Обувщик»); 11. Сергей Омелюсик («Динамо» Мн); 12. Вячеслав Никифоров («Динамо» Мн); 13. Александр Мозговой («Обувщик»); 14. Сергей Ясинский («Динамо» Мн); 15. Сергей Волкович («Шинник» Бобруйск); 16. Валерий Шанталосов («Днепр» Мг); 17. Олег Юртаев («Обувщик» Лида); 18. Андрей Хмелев («Шинник» Бобруйск); 19. Сергей Журбенко («Обувщик»); 20. Александр Щербаков (СКИФ Мн).

Азербайджанская ССР
- 1. Эльхан Гасанов; 2. Алик Рагимов; 3. Виталий Алхазов; 4. Ильгар Рзаев; 5. Эльдар Нагибеков; 6. Эльдар Керимов; 7. Джавид Ахмедов; 8. Рамиз Мамедов; 9. Шахин Диниев; 10. Джамелетдин Алиев; 11. Виген Григорян; 12. Шарафат Алиев; 14. Камран Ильясов; 15. Артур Агабекян; 16. Рауф Саламов; 17. Ильхам Гамбаров; 18. Гарри Погосян; 19. Самир Алекперов; 20. Мехман Алышанов; 21. Бахтияр Гусейнов; 22. Арменак Абрамян.

Литовская ССР
- 1. Альмантас Калинаускас; 2. Кястутис Ширвис; 3. Арунас Жекас; 4. Арвидас Пилкаускас; 5. Айдас Григалюнас; 6. Гедрюс Климкявичюс; 7. Арнольдас Александравичюс; 8. Гинтарас Квиткаускас; 9. Викторас Бридайтис; 10. Роландас Бубляускас; 11. Гинтарас Квилюнас; 12. Ритис Нарушявичюс; 13. Робертас Фридрикас; 14. Роландас Гирджюс; 15. Гедиминас Шюгжда; 16. Айдас Юшка; 17. Станислав Витковский; 18. Римвидас Мартинайтис; 19. Александр Елисеев; 20. Вальдемарас Мартинкенас.

Туркменская ССР
- 1. Дурды Дурдыев; 2. Бердымурад Нурмурадов; 3. Павел Киселёв; 4. Андрей Кириленко; 5. Низамутдин Ляметов; 6. Назархан Бабаев; 7. Андрей Мартынов; 8. Дмитрий Хомуха; 9. Дмитрий Куликов; 10. Азат Мамедов; 11. Чарыяр Мухадов; 12. Камиль Мингазов; 13. Андрей Панфилов; 14. Мухамед Ходжабердыев; 15. Роман Тихонов; 16. Арслан Атбашиев; 17. Аманклыч Кочумов; 18. Дмитрий Рябченко; 19. Михаил Шейкин; 20. Аскер Мамедов.

Грузинская ССР
- 1. Гоча Микадзе; 2. Георгий Чихрадзе; 3. Баграт Чадунели; 4. Геннадий Бондарук; 5. Теймураз Кабисашвили; 6. Заза Ревишвили; 7. Ахрик Цвейба; 8. Гела Иналишвили; 9. Георгий Ткавадзе; 10. Гия Джишкариани; 11. Мамука Манагадзе; 12. Георгий Чалигава; 13. Саид Тарба; 14. Андрей Чекунов; 15. Мамука Баджаладзе; 16. Мамука Микава; 17. Гела Квирикадзе; 18. Одиссей Аврамидис; 19. Василий Микашавидзе.

Таджикская ССР
- 1. Николай Зорин; 2. Асан Мустафаев; 3. Адьям Кузяев; 4. Ибодулло Каюмов; 5. Игорь Максимов; 6. Дмитрий Гурьев; 7. Дамир Камалетдинов; 8. Виктор Тупейко; 9. Евгений Иванов; 10. Толиб Джураев; 11. Мухсин Мухамадиев; 12. Сергей Голов; 13. Сергей Ледовской; 14. Иссо Хамидов; 15. Константин Гурциев; 16. Искандар Сингатуллин; 17. Рудольф Наас; 18. Виталий Ручкин; 19. Гиёздин Мирбабаев; 20. Сергей Удалов.

Армянская ССР
- 1. Гарегин Наджарян; 2. Артур Аракелян; 3. Степан Багдасарян; 4. Грачья Аветисян; 5. Армен Гюльбудагянц; 6. Карен Галстян; 7. Вардан Исраелян; 8. Геворг Камалян; 9. Артак Карапетян; 10. Самвел Костандян; 11. Мигран Мурадян; 12. Ара Мосоян; 13. Вартан Рсян; 14. Ара Нерсесян; 15. Баграт Петросян; 16. Артур Геворгян; 17. Геворк Степанян; 18. Ерванд Сукиасян; 19. Минас Тоноян; 20. Абрам Хашманян.

Киргизская ССР
- 1. Андрей Степанов; 2. Павел Назаров; 3. Марат Эрмамбетов; 4. Канат Боромбаев; 5. Расулжан Абдурахманов; 6. Асылбек Момунов; 7. Андрей Шпортко; 8. Валерий Бойко; 9. Александр Ровенский; 10. Виталий Рогованов; 11. Алмаз Базарбаев; 12. Канат Сейталиев; 13. Ахмед Катыр-оглы; 14. Игорь Якунин; 15. Жолдош Шикенов; 16. Рафаэль Бикулов; 17. Николай Калинин.

Эстонская ССР
- старший тренер — Клочков Виктор Павлович, тренер — Заславский Павел Михайлович
- 1. Вадим Манаков; 3. Сергей Брагин («Звезда» Таллин); 4. Сергей Максименко («Звезда» Таллин); 5. Алексей Дергачёв («Звезда» Таллин); 6. Игорь Принс («Спорт» Таллин); 7. Пауль Кирсипуу; 8. Сергей Волков; 9. Николай Миронов («Звезда» Таллин); 10. Валерий Чмиль («Звезда» Таллин); 11. Владлен Баушев («Звезда» Таллин); 12. Евгений Лиферов («Звезда» Таллин); 13. Вадим Любушин («Звезда» Таллин); 14. Дмитрий Там; 15. Игорь Бахмацкий; 16. Александр Панченко; 17. Вячеслав Калинин; 18. Алексей Капустин; 19. Валерий Карпин («Спорт» Таллин).

## Предварительные игры
1-я подгруппа
| Команда   | О | И | В | Н | П | МЗ | МП |
| --------- | - | - | - | - | - | -- | -- |
| РСФСР     | 8 | 4 | 4 | 0 | 0 | 14 | 2  |
| Ленинград | 5 | 4 | 2 | 1 | 1 | 7  | 2  |
| Эстония   | 5 | 4 | 2 | 1 | 1 | 7  | 8  |
| Армения   | 4 | 4 | 1 | 0 | 3 | 3  | 6  |
| Киргизия  | 0 | 4 | 0 | 0 | 4 | 2  | 15 |

2-я подгруппа
|             | И | В | Н | П | М    | О |
| ----------- | - | - | - | - | ---- | - |
| Москва      | 3 | 1 | 2 | 0 | 8-0  | 4 |
| Казахстан   | 3 | 1 | 2 | 0 | 6-2  | 4 |
| Грузия      | 3 | 0 | 3 | 0 | 3-3  | 3 |
| Таджикистан | 3 | 0 | 1 | 2 | 3-15 | 1 |

И — игр, В — выигрыши, Н — ничьи, П — проигрыши, М — разница мячей, О — очки
3-я подгруппа
|             | И | В | Н | П | М   | О |
| ----------- | - | - | - | - | --- | - |
| Украина     | 3 | 3 | 0 | 0 | 4-1 | 6 |
| Узбекистан  | 3 | 1 | 1 | 1 | 7-4 | 3 |
| Белоруссия  | 3 | 1 | 0 | 2 | 4-8 | 2 |
| Азербайджан | 3 | 0 | 1 | 2 | 1-3 | 1 |

И — игр, В — выигрыши, Н — ничьи, П — проигрыши, М — разница мячей, О — очки
4-я подгруппа
|           | И | В | Н | П | М   | О |
| --------- | - | - | - | - | --- | - |
| Латвия    | 3 | 2 | 0 | 1 | 4-4 | 4 |
| Молдавия  | 3 | 1 | 1 | 1 | 4-2 | 3 |
| Литва     | 3 | 1 | 1 | 1 | 2-2 | 3 |
| Туркмения | 3 | 1 | 0 | 2 | 1-4 | 2 |

И — игр, В — выигрыши, Н — ничьи, П — проигрыши, М — разница мячей, О — очки
1-я подгруппа (Никополь, Орджоникидзе)
- РСФСР — Ленинград 1:0
- РСФСР — Эстонская ССР 5:1
- РСФСР — Армянская ССР 2:0
- РСФСР — Киргизская ССР 6:0
- Ленинград — Армянская ССР 1:0
- Ленинград — Киргизская ССР 5:0
- Ленинград — Эстонская ССР 1:1
- Эстонская ССР — Киргизская ССР 2:1
- Эстонская ССР — Армянская ССР 3:1
- Армянская ССР — Киргизская ССР 2:0

2-я подгруппа (Запорожье)
- Москва — Казахская ССР 0:0
- Москва — Грузинская ССР 0:0
- Москва — Таджикская ССР 8:0
- Казахская ССР — Грузинская ССР 1:1
- Казахская ССР — Таджикская ССР 5:3
- Грузинская ССР — Таджикская ССР 2:2

3-я подгруппа (Донецк)
- Украинская ССР — Узбекская ССР 1:0
- Украинская ССР — Белорусская ССР 2:1
- Украинская ССР — Азербайджанская ССР 1:0
- Узбекская ССР — Белорусская ССР 6:2
- Узбекская ССР — Азербайджанская ССР 1:1
- Белорусская ССР — Азербайджанская ССР 1:0

4-я подгруппа (Харьков)
- Латвийская ССР — Молдавская ССР 0:3
- Латвийская ССР — Литовская ССР 2:1
- Латвийская ССР — Туркменская ССР 2:0
- Молдавская ССР — Литовская ССР 1:1
- Молдавская ССР — Туркменская ССР 0:1
- Литовская ССР — Туркменская ССР 2:0

## Полуфинальные турниры
|           | И | В | Н | П | М    | О |
| --------- | - | - | - | - | ---- | - |
| Украина   | 3 | 3 | 0 | 0 | 10-2 | 6 |
| Молдавия  | 3 | 2 | 0 | 1 | 4-2  | 4 |
| РСФСР     | 3 | 1 | 0 | 2 | 4-2  | 2 |
| Казахстан | 3 | 0 | 0 | 3 | 2-14 | 0 |

|            | И | В | Н | П | М    | О |
| ---------- | - | - | - | - | ---- | - |
| Узбекистан | 3 | 2 | 1 | 0 | 7-0  | 5 |
| Москва     | 3 | 1 | 2 | 0 | 8-1  | 4 |
| Латвия     | 3 | 1 | 0 | 2 | 3-14 | 2 |
| Ленинград  | 3 | 0 | 1 | 2 | 2-5  | 1 |

Группа «А» (Никополь, Орджоникидзе)
- Украинская ССР — Молдавская ССР 2:0
- Украинская ССР — РСФСР 1:0
- Украинская ССР — Казахская ССР 7:2
- Молдавская ССР — РСФСР 1:0
- Молдавская ССР — Казахская ССР 3:0
- РСФСР — Казахская ССР 4:0

Группа «Б» (Запорожье)
- Узбекская ССР — Москва 0:0
- Узбекская ССР — Латвийская ССР 6:0
- Узбекская ССР — Ленинград 1:0
- Москва — Латвийская ССР 7:0
- Москва — Ленинград 1:1
- Латвийская ССР — Ленинград 3:1

## Матчи за 3-8 места
- За 7—8-е места (Никополь). Ленинград — Казахская ССР 2:0. Судья: А.Салиджанов (Ташкент). 100 зрителей. Голы: Шамбуркин (62), Варфоломеев (87). Предупрежден: Ю.Гелажень (Казахская ССР)
- За 5—6-е места (Орджоникидзе). РСФСР — Латвийская ССР 5:2. Судья: Р.Рагимов (Баку). 500 зрителей. Голы: Стогов (20-п.,23,80-п.), Ушаков (29), Шмаров (34) — Трубач (85), Львов (87). Предупрежден: Стогов
- За 3—4-е места (Киев). Москва — Молдавская ССР 3:1. Судья: В.Кузнецов (Омск). 1 200 зрителей. Голы: Абрамзон (6), Иванаускас (26), Житков (85) — Грекул (55). Предупреждены: А.Соловцов (Москва), С.Кощуг, С.Сосновский (оба — Молдавия). Предупрежден и удален: Б.Березовский (Молдова).

## Финал
| 27 июля 1986 | \| Украинская ССР \| 1:0 \| Узбекская ССР \| \| Сидельников 15' \| Голы \| \| | Стадион: Республиканский, Киев Зрителей: 4 000 Судья: В.Миминошвили (Тбилиси) |
| Составы: Украинская ССР: Ковтун, Колоколов, Нефедов, Шматоваленко, Дюльдин, Есипов (Сердюк, 70'), Художилов (Ролевич, 81'), Горилый, Деревинский (Герасимец), Гущин, Сидельников. Тренер: Виктор Колотов Узбекская ССР: Байдышев, Маркин, Бычков (к), Кожухов, Сулейманов, (Микляев, 75'), Урдабаев, Тихонов, Смолин, Ибрагимов, Савран, (Агеев, 61'), Медных Тренер: Виктор Борисов Предупреждения: Нефедов, Маркин. |                                                                               |                                                                               |
| Украинская ССР | 1:0                                                                           | Узбекская ССР                                                                 |
| Сидельников 15' | Голы                                                                          |                                                                               |

Всем украинским футболистам за победу на турнире присвоено звание мастеров спорта СССР.